# Pnigalio
Pnigalio is een geslacht van vliesvleugeligen uit de familie Eulophidae. De wetenschappelijke naam van dit geslacht is voor het eerst geldig gepubliceerd in 1802 door Schrank.

## Soorten
Het geslacht Pnigalio omvat de volgende soorten:
- Pnigalio achalicus Myartseva & Kurashev, 1990
- Pnigalio agraules (Walker, 1839)
- Pnigalio albicoxa (Girault, 1913)
- Pnigalio albiformis Yoshimoto, 1983
- Pnigalio ameti Narendran, 2011
- Pnigalio anoti Narendran, 2011
- Pnigalio attis (Walker, 1839)
- Pnigalio audax Szelényi, 1981
- Pnigalio bengali Narendran, 2011
- Pnigalio boharti Yoshimoto, 1983
- Pnigalio brachysellus Yoshimoto, 1983
- Pnigalio cadoti Narendran, 2011
- Pnigalio calamagrostidis (Erdös, 1956)
- Pnigalio camicalis Narendran, 2011
- Pnigalio coloni (Girault, 1917)
- Pnigalio cristatus (Ratzeburg, 1848)
- Pnigalio cruciatus (Ratzeburg, 1848)
- Pnigalio elongatus Yoshimoto, 1983
- Pnigalio epilobii Boucek, 1966
- Pnigalio externa (Timberlake, 1927)
- Pnigalio glaber Yoshimoto, 1983
- Pnigalio gyamiensis Myartseva & Kurashev, 1990
- Pnigalio hirtulus (Erdös, 1954)
- Pnigalio incompletus (Boucek, 1971)
- Pnigalio katonis (Ishii, 1953)
- Pnigalio kopetdagensis Myartseva & Kurashev, 1990
- Pnigalio kukakensis (Ashmead, 1902)
- Pnigalio levis Yoshimoto, 1983
- Pnigalio longulus (Zetterstedt, 1838)
- Pnigalio maculipes (Crawford, 1913)
- Pnigalio mediterraneus Ferrière & Delucchi, 1957
- Pnigalio minio (Walker, 1847)
- Pnigalio monilicornis (Zetterstedt, 1838)
- Pnigalio nemati (Westwood, 1838)
- Pnigalio neolongulus Yoshimoto, 1983
- Pnigalio obscurus (Ratzeburg, 1848)
- Pnigalio okutanii Kamijo, 1994
- Pnigalio pallipes (Provancher, 1887)
- Pnigalio pectinicornis (Linnaeus, 1758)
- Pnigalio persimilis (Dodd & Girault, 1915)
- Pnigalio phragmitis (Erdös, 1954)
- Pnigalio pristiphorae Askew, 1965
- Pnigalio rotundiventris (Erdös, 1954)
- Pnigalio rugatus Yoshimoto, 1983
- Pnigalio sarasolai De Santis, 1983
- Pnigalio soemius (Walker, 1839)
- Pnigalio strigiscuta (Thomson, 1878)
- Pnigalio subconicus (Motschulsky, 1863)
- Pnigalio tardulus (Nees, 1834)
- Pnigalio ternatus Askew, 1984
- Pnigalio tobiasi Storozheva, 1995
- Pnigalio tricuspis (Erdös, 1954)
- Pnigalio tridentatus (Thomson, 1878)
- Pnigalio trjapitzini Storozheva, 1995
- Pnigalio uroplatae (Howard, 1885)
- Pnigalio vidanoi Navone, 1999
- Pnigalio xerophilus (Erdös, 1954)
- Pnigalio zandani Narendran, 2011